# Pisar
Pisar (arh. dijak, ćata) je drevno zanimanje osobe koja zna da čita i piše.

## Istorijska perspektiva
U davna vremena posao pisara je bio veoma cenjen, jer je pismenih ljudi bilo malo, a poznavanje pisma se smatralo velikom veštinom. Pisari su bili državni službenici koji su obavljali sekretarske i administrativne poslove kao što su poslovi korespondencije, pisanje po diktatu ili knjigovodstvene poslove, a takođe i poslove popisa stanovništva i dobara za oporezivanje. Za pisanje pisar je koristio: dleto (za glinene, drvene ili kamene pločice), ugljen, pero, olovku, nalivpero, hemijsku olovku (za pisanje na papiru). 

## Moderna uloga
U današnje vreme posao pisara obavlja daktilograf ili administratori, stenograf ili posebni programi za diktiranje.
U vojsci i danas postoji zanimanje ćate, koji se drugačije zove i četni ili štabni evidentičar, tako da ćata ili pisar može da se nazove i evidentičarem. U vojsci je to čovek, koji se bavi kompletnom administracijom u nekoj vojnoj formaciji.

## Dodatna literatura
- Kemp, Barry (2006). Ancient Egypt: anatomy of a civilization. New York: Routledge.
- Martin, Henri Jean (1994). The history and power of writing. Chicago: University of Chicago Press.
- Carr, David (2005). Writing on the tablet of the heart: origins of Scripture and literature. Oxford [Oxfordshire]: Oxford University Press.
- Rice, Michael (1999). Who's who in ancient Egypt. New York: Routledge.
- Carr, David (2005). Writing on the tablet of the heart: origins of Scripture and literature. Oxford [Oxfordshire]: Oxford University Press. ISBN 978-0-19-517297-3.